# Callirhoe alcaeoides
Callirhoe alcaeoides là một loài thực vật có hoa trong họ Cẩm quỳ. Loài này được (Michx.) A.Gray mô tả khoa học đầu tiên năm 1849.